# Majholī
Majholī är en ort i Indien.   Den ligger i distriktet Jabalpur och delstaten Madhya Pradesh, i den centrala delen av landet, 600 km söder om huvudstaden New Delhi. Majholī ligger 394 meter över havet och antalet invånare är 11 553.
Terrängen runt Majholī är platt. Runt Majholī är det tätbefolkat, med 319 invånare per kvadratkilometer. Närmaste större samhälle är Sihorā, 18,4 km öster om Majholī. Trakten runt Majholī består till största delen av jordbruksmark.